# Club Nacional
Club Nacional neboli Nacional Asunción je paraguayský fotbalový klub sídlící ve městě Asunción. Byl založen v roce 1904 a své domácí zápasy hraje na stadionu Estadio Arsenio Erico s kapacitou 10 000 míst.

## Úspěchy
- 9× vítěz paraguayské 1. ligy (1909, 1911, 1924, 1926, 1942, 1946, 2009 Clausura, 2011 Apertura, 2013 Apertura)[1]
- 3× vítěz paraguayské 2. ligy (1979, 1989, 2003)[2]